# Sophronica subfuscoscapa
Sophronica subfuscoscapa är en skalbaggsart som beskrevs av Stefan von Breuning 1964. Sophronica subfuscoscapa ingår i släktet Sophronica och familjen långhorningar. Inga underarter finns listade i Catalogue of Life.